# Telemark
Telemark là một hạt của Na Uy. Hạt này có diện tích là 15.299 km², dân số thời điểm năm 2001 là 167.102 người. Chính quyền hạt đóng ở thành phố Skien.

## Các đô thị

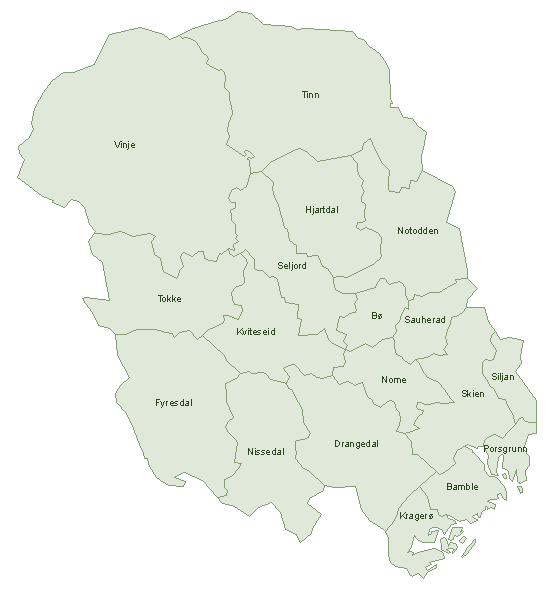
Các đô thị ở Telemark

| Rank  | Name      | Inhabitants | Diện tích km² |
| ----- | --------- | ----------- | ------------- |
| 1     | Skien     | 51.668      | 722           |
| 2     | Porsgrunn | 32.623      | 161           |
| 3     | Bamble    | 14.107      | 282           |
| 4     | Notodden  | 12.390      | 856           |
| 5     | Kragerø   | 10.620      | 289           |
| 6     | Nome      | 6.527       | 389           |
| 7     | Tinn      | 6.022       | 1.858         |
| 8     | Bø        | 5.595       | 260           |
| 9     | Sauherad  | 4.270       | 292           |
| 10    | Drangedal | 4.159       | 998           |
| 11    | Vinje     | 3.641       | 2.740         |
| 12    | Seljord   | 2.966       | 672           |
| 13    | Kviteseid | 2.522       | 626           |
| 14    | Siljan    | 2.412       | 203           |
| 15    | Tokke     | 2.337       | 907           |
| 16    | Hjartdal  | 1.587       | 741           |
| 17    | Nissedal  | 1.404       | 789           |
| 18    | Fyresdal  | 1.381       | 1.110         |
| Total | Telemark  | 168.231     | 13.173        |